# Sauteur
Cet article concerne la tauromachie. Pour l'article sur la commune de la Grenade, voir Sauteurs (commune).

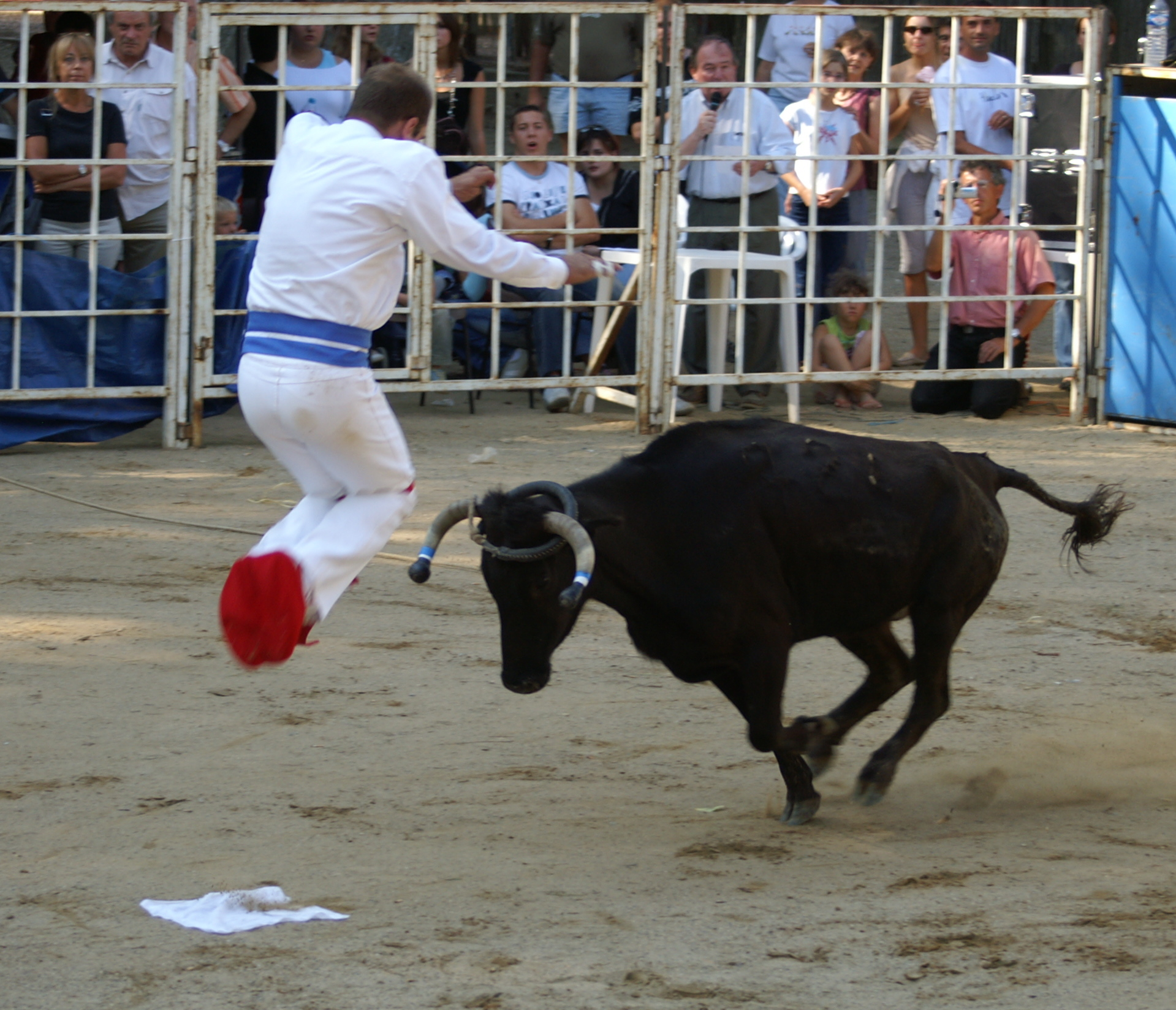
Un sauteur en action

Le sauteur est, avec l'écarteur, un des deux toreros de la course landaise (ou coursayre en gascon). Il affronte la « coursière », vache de course landaise, en réalisant des sauts au-dessus d'elle.

## Présentation
Le premier saut périlleux est effectué par Charles Kroumir en 1886 à Peyrehorade mais ce n'est qu'à partir des années 1960 que cette discipline s'est imposée comme un élément à part entière de la course landaise.
À de rares exceptions près, le sauteur est avant tout un gymnaste qui réalise une série de sauts au-dessus des cornes en mouvement. Pieds enserrés dans un béret et jambes liées par une cravate, c'est la première forme de saut, pratiquée dès le XIXe siècle. Elle est la plus difficile à réaliser, car il faut s'élever à pieds joints et sans élan à 1,40 mètre au minimum au-dessus d'une vache lancée.
Le saut périlleux vrillé est le dernier arrivé. Il nécessite une parfaite maîtrise de la gestuelle. Les deux autres, plus classiques, sont le saut de l'ange, apparemment plus facile, et le saut périlleux classique.
En compétition (course de challenge et concours landais), toutes les figures sont notées par un jury assisté d'un comptabilisateur et d'un assesseur. Les sauts sont notés en fonction de leur difficulté et de la qualité de l'exécution : le saut à la course (2,5 points), le saut de l'ange (4 points), le saut pieds joints (5 points), le saut périlleux (6 points) et le saut périlleux vrillé (7 points).
Les principales fautes sanctionnées sont l'exécution du saut hors de l'axe de la course de la vache, la réception non bloquée, déséquilibrée ou écrasée, une mauvaise position du corps ou des jambes écartées ou non tendues.